# Касслер, Клайв
Клайв Касслер (англ. Clive Cussler, 15 июля 1931 — 24 февраля 2020) — американский писатель, сценарист, автор детективных и приключенческих романов.

## Биография
Родился в городе Орора (штат Иллинойс, США), детство и юность провёл в Алхамбре (штат Калифорния). Два года отучился в колледже, затем в составе ВВС США служил в Корее. По окончании службы работал в рекламном бизнесе. Писать начал в 1965 году. В 1973 году был опубликован его первый роман «Средиземноморский пират». Широкую известность получил после публикации, а затем и экранизации своего третьего романа «Поднять „Титаник“». Книги Касслера изданы тиражом более 100 миллионов экземпляров.
В 1980 году вышел фильм «Поднять „Титаник“» по его одноимённому роману. Он очень не понравился Касслеру, который после этого долгое время не давал согласия на экранизацию своих произведений. Поэтому следующий фильм по роману Касслера, «Сахара», вышел только в 2005 году.
Параллельно с литературной деятельностью долгое время занимался поиском и подъёмом затонувших кораблей. На счету основанного им Агентства морских и подводных исследований (NUMA: National Underwater Marine Agency), послужившего прототипом одноимённой организации в произведениях писателя, более 60 уникальных находок, в том числе легендарная субмарина «Ханли», считавшаяся пропавшей без вести. Касслер и его агентство были в числе консультантов при подготовке работ по подъёму атомной подлодки «Курск».
Являлся действительным членом таких организаций, как «Клуб исследователей», «Королевское географическое общество», «Американское океанографическое общество»; лауреат многочисленных премий.

### Серия «Дирк Питт»
- 1973 — Средиземноморский пират (Сигнал бедствия)
- 1975 — Айсберг
- 1976 — Поднять Титаник
- 1978 — Лис-03
- 1981 — Ночной рейд
- 1983 — Тихоокеанский водоворот
- 1984 — За борт!
- 1986 — Циклоп
- 1988 — Сокровище
- 1990 — Дракон
- 1992 — Сахара
- 1994 — Золото инков
- 1996 — Ударная волна (Невидимый убийца)
- 1997 — На грани потопа
- 1999 — Атлантида (Сокровища Атлантиды)
- 2001 — В поисках Валгаллы
- 2003 — Троянская одиссея
- 2004 — Чёрный ветер
- 2006 — Сокровища Чингисхана
- 2008 — Арктический дрейф
- 2010 — Полумесяц разящий
- 2012 — Стрела Посейдона
- 2014 — Гаванский шторм
- 2016 — Odessa Sea

1 — Несмотря на то, что «Тихоокеанский водоворот» (Pacific Vortex) был опубликован в 1983, он был написан и описывал события до «Средиземноморского пирата» (The Mediterranean Caper). Касслер в предисловии к «Поднять Титаник» (Raise the Titanic!) называет данную книгу четвёртой, а не третьей.

### Серия «Досье НУМА»
первые восемь книг в соавторстве с Полом Кемпрекосом, последующие с Грэмом Брауном
- 1999 — Змей
- 2000 — Синее золото
- 2002 — Огненный лёд
- 2003 — Белая смерть
- 2004 — Затерянный город
- 2005 — Полярный сдвиг
- 2007 — Навигатор
- 2009 — Медуза
- 2011 — Машина смерти
- 2012 — Металлический шторм
- 2013 — Нулевой час
- 2014 — Корабль - призрак
- 2015 — Тайна фараона

### Серия «Хроники „Орегона“»
первые две книги в соавторстве с Крейгом Дирго, последующие с Джеком Дю Брюлем
- 2003 — Золотой Будда
- 2004 — Священный камень
- 2005 — Тёмная стража
- 2006 — Берег скелетов
- 2008 — Чумной корабль
- 2009 — Корсар
- 2010 — Молчаливые воды
- 2011 — Джунгли
- 2013 — Мираж
- 2015 — Пиранья

### Серия «Исаак Белл»
начиная с романа Саботажник в соавторстве с Джастином Скоттом
- 2007 — Погоня
- 2009 — Саботажник
- 2010 — Шпион
- 2011 — Гонка
- 2012 — Вор
- 2013 — Забастовщик
- 2014 — Бутлегер
- 2015 — Наёмный убийца
- 2016 — Гангстер
- 2017 — Головорез

### Серия «Приключения Фарго»
первые три книги в соавторстве с Грантом Блэквудом, четвёртая и пятая с Томасом Перри, шестая и седьмая с Расселом Блейком, восьмая и девятая с Робином Барселлом.
- 2009 — Золото Спарты
- 2010 — Потерянная империя
- 2011 — Королевство
- 2012 — Сокровища Аттилы
- 2013 — Гнев майя
- 2014 — Око небес
- 2015 — Проклятие Соломона
- 2016 — Пират. Ключ к сокровищам
- 2017 — Выкуп за Романовых

## Экранизации
- 1980 — Поднять «Титаник»
- 2005 — Сахара